# Pedro Chaves
Pedro António Matos Pinto Ferreira Chaves (Porto, 27 febbraio 1965) è un ex pilota automobilistico portoghese, che ha preso parte al Campionato Mondiale di Formula 1 1991 al volante di una Coloni, non riuscendo mai a passare le prequalifiche.

## Carriera

### Formule minori
Chaves iniziò a correre con i kart nel 1980, a quindici anni; nel 1986 passò a gareggiare con delle monoposto, vincendo alla prima partecipazione sia il Campionato portoghese che quello spagnolo di Formula Ford 1600. Dopo due stagioni nella Formula Ford inglese nel 1989 il pilota portoghese si iscrisse al Campionato Europeo di F3000; il grande salto di categoria gli creò però molte difficoltà e Chaves ottenne solo un undicesimo posto come miglior risultato. L'anno seguente, invece, il portoghese disputò, vincendolo, il Campionato britannico di F3000, alla guida di una vettura del team di Nigel Mansell. Partecipò anche a quattro gare del campionato europeo, cogliendo un quarto posto.

### Formula 1
I risultati ottenuti nel 1990 attirarono l'attenzione della Coloni, che ingaggiò Chaves per la stagione 1991. Tuttavia, la scuderia italiana aveva fondi molto ridotti e sia il telaio che il motore erano ben lontani dall'essere competitivi; Chaves non riuscì mai a passare l'ostacolo delle prequalifiche, chiudendole solitamente in ultima posizione. Deluso dai risultati disastrosi e dal fatto che gli fosse stato pagato solo il 10% del compenso pattuito ad inizio stagione, dopo il Gran Premio di casa il pilota portoghese lasciò il team, cedendo il posto a Naoki Hattori.

### Dopo la Formula 1
Dopo la deludente esperienza in Formula 1, nel 1992 Chaves tornò a correre in Formula 3000, senza però ottenere risultati di rilievo. Il pilota portoghese si trasferì quindi in America, nella Indy Lights, categoria propedeutica al Campionato CART; nel 1993 Chaves chiuse il campionato in quarta posizione, mentre nel 1994 e nel 1995 giunse quinto, conquistando una vittoria nell'ultima stagione.
Questi risultati non gli valsero però un sedile per la CART e, tornato in Europa, il pilota portoghese si dedicò a competizioni su vetture a ruote coperte, giungendo secondo nel Campionato spagnolo turismo nel 1996 e prendendo parte ad alcune gare del Campionato FIA GT l'anno dopo.
Nel 1998 Chaves cambiò decisamente categoria, dedicandosi ai rally e aggiudicandosi il Campionato portoghese nel 1999 e nel 2000; nel 2001 vinse il campionato GT spagnolo, continuando poi a correre in diverse categorie fino al ritiro dalle competizioni, avvenuto nel 2006.

## Risultati completi in Formula 1
| 1991 | Scuderia | Vettura |     |     |     |     |     |     |     |     |     |     |     |     |     |  |  |  |  | Punti | Pos. |
| ---- | -------- | ------- | --- | --- | --- | --- | --- | --- | --- | --- | --- | --- | --- | --- | --- |  |  |  |  | ----- | ---- |
| 1991 | Coloni   | C4      | NPQ | NPQ | NPQ | NPQ | NPQ | NPQ | NPQ | NPQ | NPQ | NPQ | NPQ | NPQ | NPQ |  |  |  |  | 0     |      |

| Legenda | 1º posto     | 2º posto | 3º posto    | A punti         | Senza punti/Non class.  | Grassetto – Pole position Corsivo – Giro più veloce |
| Legenda | Squalificato | Ritirato | Non partito | Non qualificato | Solo prove/Terzo pilota | Grassetto – Pole position Corsivo – Giro più veloce |